# Skolefritidsordning
En skolefritidsordning (SFO) er en institution for børn, i Danmark fra børnehaveklasse til og med 3. klasse.

## I Danmark
SFO'en er ledet af pædagoger og har ofte egen legeplads og indendørs værksteder (fx træ). SFO'en er et sted, hvor børnene kan være og lege efter skole til de bliver hentet under opsyn af pædagoger.
SFO'en befinder sig tit i umiddelbar nærhed af de respektive børns klasselokaler og er dermed en del af skolen. SFO'en er administrativt underlagt skolen i modsætning til et fritidshjem, der ligesom SFO'en er et pasningstilbud for børn fra 0. til 3. klassetrin, men som er en selvstændig institution udenfor skolens regi.